# Gospel

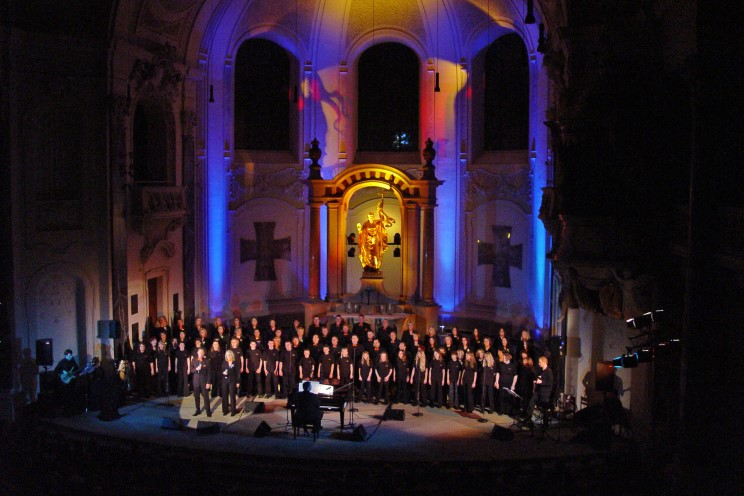
Gospel Abendsterne, 2005.

Gospel je hudební žánr, význačný dominantní úlohou vokálů (často silně harmonicky řazených), přičemž texty jsou náboženské povahy, zejména křesťanské. Dalšími odvozenými styly jsou např. současný gospel, tzv. „černý gospel“, nebo „moderní křesťanská hudba“ (Contemporary Christian Music, Praise & Worship). Většina forem gospelu užívá Hammondovy varhany, piano, bicí nástroje a basovou kytaru. Stále oblíbenější se také stává elektrická kytara.

## Historie
Gospely vznikaly tak, že se černošští otroci scházeli na veřejných prostranstvích. Zde společně zpěvem vyjadřovali své pocity.
Gospel vznikl v první čtvrtině 20. století v černošských kostelech ve Spojených státech. V této době rasové segregace se gospel vyvíjel ve dvou větvích – černošské a bílé. I když ostrá hranice se ve druhé polovině 20. století postupně smazávala, je stále patrná i dnes. V obou dvou větvích existovali interpreti, kteří zpívali jen o náboženských tématech (jako např. Mahalia Jackson), ale i interpreti, kteří zpívali jen o světských věcech a vystupovali v nočních klubech (např. Sister Rosetta Tharpe, Golden Gate Quartet). Existovali i tací, kteří obě témata míchali dohromady (jako např. The Jordanaires, The Blackwood Brothers, Al Green nebo Solomon Burke).

## Gospeloví hudebníci
- Sensational Nitingales
- Soul Stirers
- Sister Rosetta Tharp
- Swan Silvertones
- Five Blind Boys of Alabama
- Aretha Franklin